# Ordinär singularitet
Inom matematiken är en ordinär singularitet av en algebraisk kurva en singulär punkt av multiplicitet r där de r tangenterna vid punkten är skilda (Walker 1950, p. 54). Gällande högre dimensioner innehåller litteraturen om algebraisk geometri många sinsemellan olika definitioner av singulära punkter.